# Anredera ramosa
Anredera ramosa är en malabarspenatväxtart som först beskrevs av Horace Bénédict Alfred Moquin-Tandon, och fick sitt nu gällande namn av Uno H. Eliasson. Anredera ramosa ingår i släktet Anredera och familjen malabarspenatväxter. Utöver nominatformen finns också underarten A. r. aurea.
Arten, som är en ranka, har en utbredning från Mexiko till västra Sydamerika.